# 모터트렌드
《모터트렌드》(영어: Motor Trend)는 미국의 자동차 잡지이다. 1949년 9월에 처음 발간했으며 1949년부터 캐딜락을 시작으로 매년 연말에 올해의 자동차(COTY, Motor Trend Car of the Year)를 선정하고 있다.
《모터트렌드》는 1998년까지 로스앤젤레스에 있는 피터슨 출판사(Petersen Publishing Company)에서 발간하다가 영국의 출판사인 EMAP에 매각되었고, EMAP는 2001년에 이전 Petersen 잡지를 렌트패스(당시 상호, Primedia)에 매각했다. 《모터트렌드》는 "자동차 세계를 위한 잡지"라는 슬로건으로 2019년 현재 모터트렌드그룹(Motor Trend Group)에서 발행하고 있다. 월 발행 부수는 100만 개가 넘는다.
한국판으로는 2005년부터 2022년 11월까지 가야미디어에서 《모터트렌드》와의 계약으로 모터트렌드 한국어판을 발행했으며 계약 종료 후 2022년 12월부터 에이오디 미디어에서 발행하고 있다.